# Venetiaanse verdedigingswerken van de 15e tot 17e eeuw
Met de Venetiaanse verdedigingswerken van de 15e tot 17e eeuw worden zes verdedigingswerken in Italië, Kroatië en Montenegro bedoeld, die door UNESCO op de werelderfgoedlijst zijn geplaatst.
De vestingen zijn overblijfselen van de Republiek Venetië, die eeuwenlang een belangrijke machtspositie innam in het Middellandse Zeegebied. Om hun territorium te verdedigen, werden diverse verdedigingswerken aangelegd. De gebieden op het vasteland (Stato da Terra) moesten worden verdedigd tegen de Europese machten in Noordwest-Europa. De forten in de Venetiaanse havens aan de Adriatische Zee (Stato da Mar) verdedigden de handelsroutes in de Levant. De forten werden nodig geacht om de expansie en autoriteit van Venetië te kunnen waarborgen. De introductie van het buskruit leidde tot belangrijke veranderingen in de militaire architectuur. In Italië werd deze stijl aangeduid als "alla-moderna".
In 2017 werden tijdens de 41e sessie van de Commissie voor het Werelderfgoed zes van deze vestingwerken erkend als cultureel werelderfgoed en toegevoegd aan de UNESCO werelderfgoedlijst.
| Object | Object                              | Foto | Locatie                                                      |
| ------ | ----------------------------------- | ---- | ------------------------------------------------------------ |
| 1      | Versterkte stad Bergamo             |      | Italië, Lombardije 45° 42′ 10″ NB, 9° 39′ 45″ OL             |
| 2      | Versterkte stad Peschiera del Garda |      | Italië, Veneto 45° 26′ 20″ NB, 10° 41′ 39″ OL                |
| 3      | Vestingstad Palmanova               |      | Italië, Friuli-Venezia Giulia 45° 54′ 19″ NB, 13° 18′ 36″ OL |
| 4      | Verdedigingswerken van Zadar        |      | Kroatië, provincie Zadar 44° 7′ NB, 15° 13′ OL               |
| 5      | Sint Nicolaasfort bij Šibenik       |      | Kroatië, Šibenik-Knin 43° 43′ 17″ NB, 15° 51′ 17″ OL         |
| 6      | Versterkte stad Kotor               |      | Montenegro 42° 25′ 31″ NB, 18° 46′ 13″ OL                    |